# Maurice Garrel
Pour les articles homonymes, voir Garrel.
 (juillet 2025).
Si vous disposez d'ouvrages ou d'articles de référence ou si vous connaissez des sites web de qualité traitant du thème abordé ici, merci de compléter l'article en donnant les références utiles à sa vérifiabilité et en les liant à la section « Notes et références ».
Maurice Garrel, né le 24 février 1923 à Saint-Gervais (Isère) et mort le 4 juin 2011 à Paris, est un acteur français.

## Biographie
Élève de Charles Dullin et de Tania Balachova, Maurice Garrel se consacre au théâtre à partir de 1947. Il est notamment mis en scène par Georges Vitaly et collabore avec Laurent Terzieff. Il est pensionnaire de la Comédie-Française de 1983 à 1985.
Au début des années 1960, il aborde le cinéma, dirigé, entre autres, par François Truffaut, Jacques Rivette, Costa-Gavras, Claude Lelouch, Claude Chabrol et Claude Sautet. Maurice Garrel apparaît surtout dans des seconds rôles. En 1991, son interprétation dans La Discrète lui vaut d'être nommé pour le César du meilleur second rôle, il le sera une seconde fois, en 2005, pour Rois et Reine. Il tient régulièrement des rôles, souvent autobiographiques, dans les films de son fils Philippe Garrel.
Maurice Garrel a également joué dans de nombreuses comédies dramatiques pour la télévision sous la direction de Claude Barma, Marcel Bluwal, Stellio Lorenzi et prêté sa voix pour les pièces radiophoniques à France Culture.
Il a fait don de son corps à la médecine.

### Famille
Maurice Garrel est le père de cinq enfants, dont le cinéaste Philippe Garrel et le producteur Thierry Garrel, ainsi que le grand-père de l'acteur Louis Garrel et de l'actrice Esther Garrel.

## Filmographie

### Cinéma

#### Longs métrages
- 1959 : Du rififi chez les femmes d'Alex Joffé
- 1960 : Fortunat d'Alex Joffé : un inspecteur de la milice
- 1960 : Adieu Philippine de Jacques Rozier : Le père
- 1961 : Le Tracassin ou Les Plaisirs de la ville d'Alex Joffé : l'agent de la circulation
- 1961 : Le Monte-charge de Marcel Bluwal : Un policier chez la vendeuse
- 1961 : Le Combat dans l'île d'Alain Cavalier : Terrasse
- 1962 : Les Culottes rouges d'Alex Joffé
- 1962 : Les Dimanches de Ville-d'Avray de Serge Bourguignon : Le policier
- 1962 : Ballade pour un voyou de Jean-Claude Bonnardot: Un inspecteur
- 1962 : Le Jour et l'Heure de René Clément : Le chef milicien
- 1962 : À cause, à cause d'une femme de Michel Deville : Moulard
- 1963 : Symphonie pour un massacre de Jacques Deray
- 1963 : La Peau douce de François Truffaut : M. Bontemps
- 1964 : L'Insoumis d'Alain Cavalier : Pierre Servet
- 1964 : Les Gorilles de Jean Girault : La Lame
- 1966 : Soleil noir de Denys de La Patellière : Collabo
- 1966 : À belles dents de Pierre Gaspard-Huit
- 1966 : Un homme de trop de Costa-Gavras : Forrez
- 1966 : Peau d'espion d'Édouard Molinaro : Henri Banck
- 1967 : Deux Billets pour Mexico de Christian-Jaque
- 1967 : Loin du Viêt Nam de Jean-Luc Godard, Joris Ivens, William Klein, Claude Lelouch, Chris Marker, Alain Resnais et Agnès Varda
- 1967 : Anémone de Philippe Garrel : Le père d'Anémone
- 1967 : Marie pour mémoire de Philippe Garrel
- 1967 : La mariée était en noir de François Truffaut : Le plaignant
- 1967 : Le Pacha de Georges Lautner : Léon Brunet, le receleur
- 1967 : Les Jeunes Loups de Marcel Carné : Ugo Castellini
- 1967 : Drôle de jeu de Pierre Kast et Jean-Daniel Pollet : François Lamballe, dit Marat
- 1968 : Jeff de Jean Herman : Aganian (sous réserves)
- 1969 : Le Cœur fou de Jean-Gabriel Albicocco : Le docteur Auger
- 1970 : La Maison des bories de Jacques Doniol-Valcroze : Julien Durras
- 1970 : La Liberté en croupe d'Édouard Molinaro : Reinert
- 1971 : Un aller simple de José Giovanni : Mendel
- 1971 : Faustine et le bel été de Nina Companéez : Jean
- 1971 : Rak de Charles Belmont : Le docteur Renard
- 1971 : Les Soleils de l'île de Pâques de Pierre Kast : Maurice
- 1972 : L'Héritier de Philippe Labro : Brayen
- 1973 : Nada de Claude Chabrol : André Épaulard
- 1974 : Un ange passe de Philippe Garrel
- 1975 : Il pleut sur Santiago de Helvio Soto : Jorge
- 1980 : Théâtre de Jean-André Fieschi et Jean-Pierre Mabilles
- 1981 : Le Grand Paysage d'Alexis Droeven de Jean-Jacques Andrien : Alexis
- 1981 : Merry-Go-Round de Jacques Rivette : Julius Danvers (réalisé en 1977)
- 1981 : Un matin rouge de Jean-Jacques Aublanc : Jean
- 1982 : Rebelote de Jacques Richard : Le patron du cinéma
- 1982 : Edith et Marcel de Claude Lelouch : le père de Margot
- 1983 : Liberté, la nuit de Philippe Garrel : Jean
- 1984 : Les Maîtres du soleil de Jean-Jacques Aublanc : Christian Huygens
- 1985 : La seconda notte de Nino Bizzarri : Fabrice
- 1986 : Poisons de Pierre Maillard : Bob Northrop
- 1988 : A Soldier's Tale de Larry Parr : M. Pradier
- 1988 : Les Baisers de secours de Philippe Garrel : Le père de Mathieu
- 1990 : Bleu marine de Jean-Claude Riga : Capitaine
- 1990 : La Discrète de Christian Vincent : Jean
- 1991 : A Star for Two / Une étoile pour deux de Jim Kaufman
- 1991 : L'Ombre de Claude Goretta : Benjamin Ramier
- 1992 : Un cœur en hiver de Claude Sautet : Lachaume
- 1992 : Hors saison de Daniel Schmid : Le grand-père
- 1995 : Le Cœur fantôme de Philippe Garrel : Le père de Philippe
- 1996 : Artémisia d'Agnès Merlet : Le juge
- 1997 : Alors voilà de Michel Piccoli : Constantin
- 1999 : Inséparables de Michel Couvelard : Alberto Nicoletti
- 2001 : L'Origine du monde de Jérôme Enrico : Reno
- 2001 : Fatma de Khaled Ghorbal :
- 2001 : Sauvage innocence de Philippe Garrel : le père de François Mauge
- 2002 : Total Khéops d'Alain Bévérini : Batisti
- 2002 : Mes enfants ne sont pas comme les autres de Denis Dercourt : Maître Erhardt
- 2003 : Rencontre avec le dragon d'Hélène Angel : Duc de Belzince
- 2003 : Son frère de Patrice Chéreau : Le vieil homme
- 2004 : Noli me tangere, court métrage de François-Xavier Vives
- 2004 : Rois et Reine d'Arnaud Desplechin : Louis Jenssens
- 2005 : Les Amants réguliers de Philippe Garrel :Le grand-père de François
- 2005 : Le Passager d'Éric Caravaca : Gilbert
- 2006 : Call Me Agostino de Christine Laurent : L'oncle veuf
- 2007 : Actrices de Valeria Bruni Tedeschi : Le père
- 2011 : Un été brûlant de Philippe Garrel : le grand-père

#### Courts métrages
- 1959 : Le Second Souffle de Yannick Bellon
- 1962 : Algérie, année zéro de Marceline Loridan et Jean-Pierre Sergent : voix
- 1964 : Nuit noire, Calcutta de Marin Karmitz : L'écrivain
- 1964 : Les Enfants désaccordés de Philippe Garrel
- 1965 : Droit de visite de Philippe Garrel
- 1966 : Nathalie de Anne Dastrée
- 1968 : Le Meurtre du père de Jaime Semprun
- 1986 : L'Interview de Sylvain Roumette
- 2000 : Clémentine... plein de choses que vous savez pas de Francis Allégret
- 2001 : Tempus fugit d'Yves Piat : Berruyer
- 2002 : Étrangère de Danielle Arbid : L'homme de l'appartement
- 2004 : Noli me tangere de François-Xavier Vives Sever
- 2008 : Le Feu, le sang, les étoiles de Caroline Deruas : le grand-père

### Télévision
- 1957 : Énigmes de l'histoire : L'Inconnue de Berlin de Stellio Lorenzi
- 1958 : La Fille de la pluie de Jean Prat
- 1960 : La caméra explore le temps : La Nuit de Varennes de Stellio Lorenzi : Pultier
- 1960 : En votre âme et conscience, épisode : Le Crime d'Aïn Fezza de Jean Prat
- 1961 : Les Perses de Jean Prat
- 1961 : La caméra explore le temps : Les Templiers de Stellio Lorenzi : Frère Jean
- 1962 : Le Théâtre de la jeunesse : Oliver Twist réalisation Jean-Paul Carrère : Monks
- 1962 : Le Théâtre de la jeunesse : La Fille du capitaine réalisation Alain Boudet : Chabrine
- 1962 : Quatrevingt-treize d'Alain Boudet : Guéchamp
- 1962 : La caméra explore le temps : Un meurtre sous Louis-Philippe de Stellio Lorenzi : Merville
- 1963 : La caméra explore le temps : L'Affaire Calas de Stellio Lorenzi : Bergeret
- 1963 : La caméra explore le temps : La Vérité sur l'affaire du courrier de Lyon de Stellio Lorenzi : Caron
- 1964 : La caméra explore le temps : Mata Hari de Guy Lessertisseur : le commissaire
- 1964 : Woyzeck de Georg Büchner réalisation Marcel Bluwal : Woyzeck
- 1965 : La caméra explore le temps : L'Affaire Ledru de Stellio Lorenzi : M. Nutz
- 1966 : Jean-Luc persécuté de Claude Goretta : Jean-Luc
- 1966 : En votre âme et conscience : L'Affaire Lemoine de Claude Barma
- 1967 : Bajazet de Racine, réalisation Michel Mitrani : Osmin
- 1967 : Vidocq de Marcel Bluwal, épisode Les Olympiens : Fossart
- 1967 : Les Enquêtes du commissaire Maigret de Claude Barma, épisode : Cécile est morte : Charles Danrimont
- 1967 : Le Tribunal de l'impossible : Le Fabuleux Grimoire de Nicolas Flamel de Guy Lessertisseur : José Maria
- 1967 : En votre âme et conscience, épisode : L'Affaire Daurios ou le Vent du Sud de  Guy Lessertisseur
- 1968 : Les Dossiers de l'agence O de Jean Salvy, épisode Les Trois Bateaux de la Calanque : Larrignan
- 1969 : Les Frères Karamazov de Marcel Bluwal : Smerdiakov
- 1969 : Vivre ici de Claude Goretta : Pierre Vaucher
- 1969 : Judith de Robert Maurice
- 1970 : Les Cinq Dernières Minutes, épisode Une balle de trop de Raymond Portalier : Roger Van Loo
- 1970 : Reportage sur un squelette ou Masques et bergamasques de José Bergamin, réalisation Michel Mitrani : Don Quichotte
- 1971 : Sous le soleil de Satan de Pierre Cardinal : l'abbé Donissan
- 1972 : Le Temps d'un portrait de Claude Goretta : Vardini
- 1972 : Albert Einstein de Gérard Chouchan
- 1973 : Le Déserteur d'Alain Boudet : Charles-Frédéric Brun
- 1973 : Le Maître de pension de Marcel Moussy : Romeyre
- 1974 : Les Trois Sœurs d'après Anton Tchekhov réalisation Jean Prat : Verchinine
- 1975 : La Berthe de Philippe Joulia : Claudius
- 1975 : Passion et mort de Michel Servet de Claude Goretta : Calvin
- 1975 : Le Silence des armes de Jean Prat : Rémi Fortier
- 1976 : Contrefaçons d'Abder Isker : Francis Delmas
- 1976 : Cinéma 16 : Au bout du compte de Gérard Chouchan : Bernard Kerbriant
- 1977 : Le Confessionnal des pénitents noirs d'Alain Boudet : Schedoni
- 1977 : Messieurs les Jurés : L'Affaire Lieutort d'André Michel : le Président
- 1977 : La Lettre écarlate de Marcel Cravenne : Roger Chillingworth
- 1978 : Fenêtres de Jeanne Labrune : Roland
- 1978 : Madame le juge : Un innocent de Nadine Trintignant : Paul Barne
- 1978 : Madame le juge : Le Feu de  Philippe Condroyer : Paul Barne
- 1979 : Der Handkuß - Ein Märchen aus der Schweiz d'Alexander J. Seiler : Arbalète
- 1979 : La Petite Fadette de Lazare Iglesis : Père Barbeau
- 1979 : Staline-Trotsky : Le Pouvoir et la révolution d'Yves Ciampi : Viatcheslav Menjinski
- 1980 : L'Embrumé de Josée Dayan : Henri Elsen Père
- 1980 : Sept hommes en enfer de Youri Komerovsky : le Général
- 1981 : L'ombre de l'oiseau de Gérard Guillaume : court métrage
- 1981 : L'Homme de Hambourg de Jean-Roger Cadet : Commissaire Léonardi
- 1981 : Le Bonheur des tristes de Caroline Huppert : Nicolas
- 1982 : Il n'y a plus d'innocents de Jean Prat : Bois-Monceau
- 1982 : Une voix la nuit de Yannick Andréi : Aulnage
- 1982 : Les Prédateurs de Jeanne Labrune : Valant, le colonel
- 1983 : La Chambre d'Yvan Butler : Rémusat
- 1984 : La Digue de Jeanne Labrune : Henri
- 1985 : L'Enfant fusillé de Jean-Marie Drot : Yanis
- 1986 : L'Or blanc de Geraldo Coutinho : Bernard
- 1986 : Le Clan de Claude Barma : Navone
- 1991 : Seul face au cri de Giorgio Capitani : Padre Dario
- 1998 : Le Rouge et le Noir de Jean-Daniel Verhaeghe : Abbé Chelan
- 2000 : Rue Oberkampf de Gilles Adrien : Cambio
- 2000 : Mémoires en fuite de François Marthouret : Jacques de Rouault
- 2009 : Collection Fred Vargas : L'Homme à l'envers de Josée Dayan : le veilleux

## Théâtre

### Comédien
- 1951 : La Tragédie optimiste de Vsevolod Vichnevski, mise en scène Clément Harari, Théâtre Verlaine
- 1952 : Nucléa d'Henri Pichette, mise en scène Gérard Philipe & Jean Vilar, TNP Théâtre de Chaillot
- 1953 : Tous contre tous d'Arthur Adamov, mise en scène Jean-Marie Serreau, Théâtre de Babylone
- 1953 : L'Incendie à l'Opéra de Georges Kaiser, mise en scène Jean-Marie Serreau, Théâtre de Babylone
- 1953 : Le Chemin de crête de Gabriel Marcel, mise en scène Paul Annet-Badel, Théâtre du Vieux-Colombier
- 1954 : La Matinée d'un homme de lettres de Tania Balachova d'après Anton Tchekhov, mise en scène Tania Balachova, Théâtre de la Huchette
- 1954 : La Peur de Georges Soria, mise en scène Tania Balachova, Théâtre Monceau
- 1954 : Les Mystères de Paris d'Albert Vidalie d'après Eugène Sue, mise en scène Georges Vitaly, Théâtre La Bruyère
- 1955 : Un cas intéressant de Dino Buzzati, mise en scène Georges Vitaly, Théâtre La Bruyère
- 1955 : Monsieur et Mesdames Kluck de Germaine Lefrancq, mise en scène Georges Vitaly, Théâtre La Bruyère
- 1956 : Nemo d'Alexandre Rivemale, mise en scène Jean-Pierre Grenier, Théâtre Marigny
- 1956 : Le Baladin du monde occidental de John Millington Synge, mise en scène René Dupuy, Théâtre Gramont
- 1957 : L'Autre Alexandre de Marguerite Liberaki, mise en scène Claude Régy, Théâtre de l'Alliance française
- 1958 : Lorsque cinq ans seront passés de Federico García Lorca, mise en scène Guy Suarès, Théâtre Récamier
- 1960 : La Bonne Âme du Se-Tchouan de Bertolt Brecht, mise en scène André Steiger, Théâtre Récamier
- 1961 : Monsieur chasse ! de Georges Feydeau, mise en scène Georges Vitaly, Théâtre La Bruyère
- 1962 : La Queue du diable d'Yves Jamiaque, mise en scène Georges Vitaly, Théâtre La Bruyère
- 1962 : L'avenir est dans les œufs ou il faut de tout pour faire un monde d'Eugène Ionesco, mise en scène Jean-Marie Serreau, Théâtre de la Gaîté-Montparnasse
- 1963 : Les Viaducs de la Seine-et-Oise de Marguerite Duras, mise en scène Claude Régy, Poche Montparnasse
- 1963 : On ne peut jamais dire de George Bernard Shaw, mise en scène René Dupuy, Théâtre Gramont
- 1964 : Les Viaducs de la Seine-et-Oise de Marguerite Duras, mise en scène Claude Régy, Poche Montparnasse
- 1965 : Cet animal étrange de Gabriel Arout d’après Tchekhov, mise en scène Claude Régy, Théâtre Hébertot
- 1972 : David, la nuit tombe de Bernard Kops, mise en scène André Barsacq, Théâtre de l'Atelier
- 1976 : Le Monte-plats d'Harold Pinter, mise en scène Éric Kahane, Petit-Odéon
- 1977 : Mercredi trois quarts de Helvio Soto, adaptation et mise en scène Maurice Garrel, Petit-Odéon
- 1978 : Le Vieux Juif de Murray Schisgal, Le Triangle de James Saunders, mise en scène Maurice Garrel, Théâtre du Lucernaire
- 1979 : Les Fausses Confidences de Marivaux, mise en scène Jacques Lassalle, Théâtre Gérard Philipe
- 1980 : Un dimanche indécis dans la vie d'Anna de Jacques Lassalle, mise en scène de l'auteur, Théâtre National de Chaillot
- 1980 : À la renverse de Michel Vinaver, mise en scène Jacques Lassalle, Théâtre national de Chaillot, Théâtre Jean Vilar Vitry-sur-Seine
- 1982 : Night and Day de Tom Stoppard, mise en scène Jacques Rosner, Maison de la Culture André Malraux Reims, Nouveau théâtre de Nice
- 1982 : Avis de recherche de Jacques Lassalle, mise en scène de l'auteur, Théâtre Gérard Philipe, Théâtre Jean Vilar Vitry-sur-Seine
- 1983 : Triptyque de Max Frisch, mise en scène Roger Blin, Comédie-Française au Théâtre national de l'Odéon
- 1983 : Marie Stuart de Friedrich von Schiller, mise en scène Bernard Sobel, Comédie-Française au Festival d'Avignon, puis au Théâtre de Gennevilliers
- 1984 : Est-il bon ? Est-il méchant ? de Denis Diderot, mise en scène Jean Dautremay, Comédie-Française
- 1985 : Emilia Galotti de Gotthold Ephraïm Lessing, mise en scène Jacques Lassalle, Festival d'Avignon, Théâtre national de Strasbourg, Maison des arts et de la culture de Créteil
- 1987 : Rosmersholm d'Henrik Ibsen, mise en scène Jacques Lassalle, Théâtre national de Strasbourg
- 1987 : De Gaulle d'après Charles de Gaulle, mise en scène Dominique Féret, Théâtre national de Strasbourg
- 1987 : Pionniers à Ingolstadt de Marieluise Fleisser, mise en scène Bérangère Bonvoisin, Théâtre Nanterre-Amandiers
- 1988 : Charles de Foucauld de Dominique Féret, mise en scène de l'auteur, Théâtre national de Strasbourg
- 1989 : Villa Luco de Jean-Marie Besset, mise en scène Jacques Lassalle, Théâtre national de Strasbourg
- 1989 : La Mort de Danton de Georg Büchner, mise en scène Klaus Michael Grüber, Théâtre Nanterre-Amandiers, TNP Villeurbanne, Maison de la Culture de Grenoble, Comédie de Caen
- 1989 : Ils étaient tous mes fils d'Arthur Miller, mise en scène Bernard Habermeyer, Théâtre de Beauvais
- 1992 : Chef-lieu d'Alain Gautré, mise en scène Jean-Claude Fall, Théâtre Gérard Philipe, Théâtre Daniel Sorano Toulouse
- 1992 : C’était bien de James Saunders, mise en scène Stéphan Meldegg, Théâtre La Bruyère
- 1993 : La Fiancée du matin de Hugo Claus, mise en scène Bernard Habermeyer,
- 1993 : Le Visiteur d'Éric-Emmanuel Schmitt, mise en scène Gérard Vergez, Petit Théâtre de Paris
- 1995 : Un captif amoureux de Jean Genet, mise en scène Alain Milianti, Petit Volcan, Grande halle de la Villette
- 1998 : Le festin où s'ouvrent les cœurs de Fanny Mentré, mise en scène Alain Milianti, Petit Volcan
- 2009 : Zimmer d'Olivier Benyahya, mise en scène Vanessa Mikowski, Théâtre des Mathurins

### Metteur en scène
- 1963 : Les Dactylos de Murray Schisgal, mise en scène avec Laurent Terzieff, Théâtre de Lutèce
- 1963 : Le Tigre de Murray Schisgal, mise en scène avec Laurent Terzieff, Théâtre de Lutèce
- 1965 : Love de Murray Schisgal, Théâtre Montparnasse
- 1977 : Mercredi trois quarts d'Helvio Soto, mise en scène Maurice Garrel, Petit Odéon

## Publication
En 2012, le critique de cinéma Jacques Morice publie Maurice Garrel, le veilleur aux éditions Stock, après avoir longuement côtoyé le comédien.

## Distinctions
- César 1991 : nomination au César du meilleur second rôle masculin pour La Discrète
- César 2005 : nomination au César du meilleur acteur dans un second rôle pour Rois et Reine
- Molières 1992 : nomination au Molière du comédien dans un second rôle pour C'était bien
- Molières 1994 : nomination au Molière du comédien pour Le Visiteur